# Lamprosema maculalis
Lamprosema maculalis là một loài bướm đêm trong họ Crambidae.